# Christopher H. Scholz
Christopher Henry Scholz (* 25. Februar 1943 in Pasadena) ist ein US-amerikanischer Geologe und Physiker, der durch seine Arbeiten über Erdbeben internationale Bekanntheit erlangte. Von ihm stammt das bedeutende Lehrbuch The Mechanics of Earthquakes and Faulting.

## Persönliches
Christopher Scholz wuchs in Kalifornien auf und ist jetzt mit Yoshiko Scholz verheiratet. Bereits mit 9 Jahren war er von Erdbeben fasziniert und wollte ihrem Entstehen auf den Grund gehen, da er von Erwachsenen keine befriedigende Antwort erhielt.

## Akademischer Werdegang
Christopher Scholz machte seinen Bachelor (B. Sc.) im Jahr 1964 auf dem Gebiet der Ingenieurgeologie an der University of Nevada, Reno. In Reno hatte er bereits auch Tektonik und Seismologie belegt. Er erwarb seinen Doktortitel (Ph. D.) im Jahr 1967 am Massachusetts Institute of Technology mit einer Arbeit über Haarrisse (Englisch microfractures) in unter Spannung stehenden Gesteinen.
In den Jahren 1967 und 1968 arbeitete Christopher Scholz als Postdoc im Seismic Laboratory (Seismiklabor) am Caltech in Pasadena. Im Jahr 1968 schloss er sich dem Forscherteam am Lamont-Doherty Earth Observatory (LDEO) der Columbia University in Palisades an. Am LDEO wurde er im Jahr 1973 Associate Professor und dann 1977 Professor.
Scholz war einer der ersten, der die Disziplinen Ingenieurgeologie und Physik miteinander kombinierte, um zu einem besseren Verständnis von tektonischen Platten zu gelangen und dem Entstehungsprozess von Erdbeben auf die Spur zu kommen.

## Lehrtätigkeit
Christopher Scholz hielt im Jahr 1995 Vorlesungen am Collège de France in Paris und war 2015 Gastvorlesender am Forschungsinstitut für Erdbeben an der Universität Tokio.

## Forschung
Die Forschungen von Christopher Scholz konzentrieren sich auf die spröde Deformation der oberen Erdkruste – kurzzeitig mittels geophysikalischer Untersuchungen von Erdbeben und langzeitig mittels bruchmechanischer Experimente. Hierzu gehören auch Felsmechanik, Geländeaufnahmen von Verwerfungen und generell theoretische Studien. In seinem Forschungsgebiet hat Christopher Scholz zusammen mit Fachkollegen und Studenten bisher über 300 wissenschaftliche Arbeiten verfasst.
Bereits in seinen frühen Forschungsarbeiten konnte Christopher Scholz zeigen, dass felsmechanische Verformungsexperimente im Labor zu den tatsächlichen Deformationen in der Erdkruste in direktem Bezug standen. Es dauerte nicht lange, bis er seine im Felslabor gewonnenen Erkenntnisse benutzte, um die Verteilungen von Spannungsakkumulationen bei großen Subduktionsbeben nachzuvollziehen. In den siebziger Jahren entwickelte er für die Erdbebenvorhersage sein Dilatanz-Diffusions-Modell. Mit ihm waren Seismologen in der Lage, die im Gestein auftretenden Auswirkungen vor und während eines Bebens zu untersuchen. Aus ihm gingen sodann regionale seismische Risikokarten hervor, die von Erdbebenforschungseinrichtungen wie dem Southern California Earthquake Center und anderen entwickelt wurden. Die Karten beruhen auf geologischen Beobachtungen an Verwerfungen (und berücksichtigen beispielsweise ihre Länge und ihre Versatzgeschwindigkeit), woraus sich wiederum die räumliche Verteilung von Erdbeben und ihre Größenordnung ableiten lässt.

## Praktische Erfahrungen
Christopher Scholz hat an mehreren seismisch aktiven Feldstationen gearbeitet, so in Äthiopien, Botswana, im Iran, in Island, Japan, Kalifornien, Malawi und Neuseeland.

## Science-Fiction
Christopher Scholz schrieb 2014 sogar einen Science-Fiction-Roman mit dem Titel Stick-Slip über ein hypothetisches und katastrophales Erdbeben unterhalb der Kaskadenkette.

## Mitgliedschaften und Auszeichnungen
Christopher Scholz gehört der American Geophysical Union an. In den Jahren 1975 bis 1977 war er Sloan Research Fellow. Scholz ist Preisträger der Murchison-Medaille, verliehen im Jahr 2005 von der Geological Society of London, sowie seit 2016 Preisträger der Harry-Fielding-Reid-Medaille, vergeben von der Seismological Society of America. Im Jahr 2023 wurde Scholz wegen seiner Pionierarbeiten – experimentelle als auch theoretische Studien an Verwerfungen und auf dem Gebiet der Erdbebenmechanik – in die National Academy of Engineering gewählt.

## Veröffentlichungen

### 60er Jahre
- Christopher H. Scholz: Microfracturing of rock in compression. In: Doktorarbeit. Massachusetts Institute of Technology, Cambridge, Massachusetts 1967, S. 1–177.
- Christopher H. Scholz: Microfracturing and the inelastic deformation of rock in compression. In: Journal of Geophysical Research. Band 73, 1968, S. 1417–1438, doi:10.1029/Jb073I004P01417.
- Christopher H. Scholz: Experimental study of the fracturing process in brittle rock. In: Journal of Geophysical Research. Band 73, 1968, S. 1447–1454.
- Christopher H. Scholz: The frequency-magnitude relation of microfracturing in rock and its relation to earthquakes. In: Bull. Seismol. Soc. Am. Band 58, 1968, S. 1117–1130.
- Christopher H. Scholz: Mechanism of creep in brittle rock. In: Journal of Geophysical Research. Band 73, 1968, S. 3295–3302, doi:10.1029/Jb073I010P03295.
- Christopher H. Scholz: Worldwide distribution of earthquakes. In: Nature. Band 221, 1969, S. 165–165, doi:10.1038/221165A0.

Mit William Francis Brace und B. W. Paulding:
- William F. Brace, Christopher H. Scholz und B. W. Paulding: Dilatancy in the fracture of crystalline rocks. In: Journal of Geophysical Research. Band 71, 1966, S. 3939–3953, doi:10.1029/Jz071I016P03939.

Mit T. J. Fitch:
- Christopher H. Scholz und T. J. Fitch: Strain accumulation along the San Andreas Fault. In: Journal of Geophysical Research. Band 74, 1969, S. 6649–6666, doi:10.1029/Jb074I027P06649.

Mit M. Wyss und S. W. Smith: 
- Christopher H. Scholz, M. Wyss und S. W. Smith: Seismic and aseismic slip on the San Andreas Fault. In: Journal of Geophysical Research. Band 74, 1969, S. 2049–2069, doi:10.1029/JB074i008p02049.

### 70er Jahre
- Christopher H. Scholz: Rock mechanics and dynamic processes in the crust. In: Eos, Transactions American Geophysical Union. 52: IUGG 126, 1971, doi:10.1029/Eo052I005Piu126.
- Christopher H. Scholz: Static fatigue of quartz. In: Journal of Geophysical Research. Band 77, 1972, S. 2104–2114, doi:10.1029/Jb077I011P02104.
- Christopher H. Scholz: Crustal movements in tectonic areas. In: Tectonophysics. Band 73, 1972, S. 201–217, doi:10.1016/0040-1951(72)90069-8.
- Christopher H. Scholz: Post earthquake dilatancy recovery. In: Geology. Band 2, 1974, S. 551–554, doi:10.1130/0091-7613(1974)2<551:Pdr>2.0.Co;2.
- Christopher H. Scholz: A physical interpretation of the Haicheng earthquake prediction. In: Nature. Band 267, 1977, S. 121–124.
- Christopher H. Scholz: Transform fault systems of California and New Zealand: similarities in their tectonic and seismic styles. In: Journal of the Geological Society. Band 133, 1977, S. 215–228, doi:10.1144/gsjgs.133.3.0215.
- Christopher H. Scholz: Velocity anomalies in dilatant rock. In: Science. Band 201, 1978, S. 441–442, doi:10.1126/science.201.4354.441.

### 80er Jahre
- Christopher H. Scholz: Shear heating and the state of stress on faults. In: Journal of Geophysical Research. Band 85, 1980, S. 6174–6184.
- Christopher H. Scholz: Scaling laws for large earthquakes: Consequences for physical models. In: Bull. Seismol. Soc. Am. Band 72, 1982, S. 1–14.
- Christopher H. Scholz: The Black Mountain asperity: Seismic hazard on the San Francisco Peninsula, California. In: Geophysical Research Letters. Band 12, 1985, S. 717–719, doi:10.1029/Gl012I010P00717.
- Christopher H. Scholz: Wear and gouge formation in brittle faulting. In: Geology. Band 15, 1987, S. 493–495, doi:10.1130/0091-7613(1987)15<493:Wagfib>2.0.Co;2.
- Christopher H. Scholz: The critical slip distance for seismic faulting. In: Nature. Band 336, 1988, S. 761–763, doi:10.1038/336761A0.
- Christopher H. Scholz: The brittle-plastic transition and the depth of seismic faulting. In: Geologische Rundschau. Band 77, 1988, S. 319–328, doi:10.1007/Bf01848693.
- Christopher H. Scholz: Mechanisms of seismic quiescences. In: Pure and Applied Geophysics. Band 126, 1988, S. 701–718, doi:10.1007/Bf00879016.
- Christopher H. Scholz: Mechanics of faulting. In: Annual Review of Earth and Planetary Sciences. Band 17, 1989, S. 309–334, doi:10.1146/Annurev.Ea.17.050189.001521.

### 90er Jahre
- Christopher H. Scholz: Fractal transitions on geological surfaces. In: C. Barton und P. LaPointe (Hrsg.): Fractal Geometry and its Use in the Earth Sciences. Plenum Press, 1994, doi:10.1007/978-1-4899-1397-5_7.
- Christopher H. Scholz: A reappraisal of large earthquake scaling. In: Bulletin of the Seismological Society of America. Band 84, 1998, S. 215–218, doi:10.1016/0148-9062(94)90076-0.
- Christopher H. Scholz: Earthquake and fault populations and the calculation of brittle strain. In: Geowissenschaften. Band 3–4, 1997, S. 124–130.
- Christopher H. Scholz: Size distributions for large and small earthquakes. In: Bulletin of the Seismological Society of America. Band 87, 1997, S. 1074–1077 (researchgate.net).
- Christopher H. Scholz: Earthquakes and friction laws. In: Nature. Band 391(6662), 1998, S. 37–42, doi:10.1038/34097.

### 2000er Jahre
- Christopher H. Scholz: Evidence for a strong San Andreas fault. In: Geology. Band 28, 2000, S. 163–166, doi:10.1130/0091-7613(2000)28<163:Efassa>2.0.Co;2.
- Christopher H. Scholz: Earthquakes: good tidings. In: Nature. Band 425, 2003, S. 670–671, doi:10.1038/425670A.
- Christopher H. Scholz: A physical interpretation of the Haicheng earthquake prediction. In: Nature. Band 267, 2005, S. 121–124, doi:10.1038/267121A0.
- Christopher H. Scholz: The scaling of geological faults. In: 11th International Conference On Fracture 2005, Icf11. Band 8, 2005, S. 5958–5961.
- Christopher H. Scholz: Fault Mechanics. In: Treatise On Geophysics. Band 6, 2007, S. 441–483, doi:10.1016/B978-044452748-6.00111-5.

Mit C. Spyropoulos und B. E. Shaw:
- C. Spyropoulos, Christopher H. Scholz und B. E. Shaw: Transition regimes for growing crack populations. In: Physical Review E. Volume 65, Issue 5, 2002, doi:10.1103/Physreve.65.056105.

### 2010er Jahre
- Christopher H. Scholz: Velocity anomalies in dilatant rock. In: Science (New York, N. Y.). Band 201, 2010, S. 441–442, doi:10.1126/Science.201.4354.441.
- Christopher H. Scholz: Large earthquake triggering, clustering, and the synchronization of faults. In: Bulletin of the Seismological Society of America. Band 100, 2010, S. 901–909, doi:10.1785/0120090309.
- Christopher H. Scholz: A note on the scaling relations for opening mode fractures in rock. In: Journal of Structural Geology. Band 32, 2010, S. 1485–1487, doi:10.1016/J.Jsg.2010.09.007.
- Christopher H. Scholz: First-order splay faults: Dip-slip examples. In: Geological Society Special Publication. Band 359, 2011, S. 313–318, doi:10.1144/Sp359.17.
- Christopher H. Scholz: The Strength of the San Andreas Fault: A Critical Analysis. In: Earthquakes: Radiated Energy and the Physics of Faulting. 2013, S. 301–311, doi:10.1029/170Gm30.
- Christopher H. Scholz: Holocene earthquake history of Cascadia: A quantitative test. In: Bulletin of the Seismological Society of America. Band 104, 2014, S. 2120–2124, doi:10.1785/0120140002.
- Christopher H. Scholz: The rupture mode of the shallow large-slip surge of the Tohoku-Oki Earthquake. In: Bulletin of the Seismological Society of America. Band 104, 2014, S. 2627–2631, doi:10.1785/0120140130.
- Christopher H. Scholz: On the stress dependence of the earthquake b value. In: Geophysical Research Letters. Band 42, 2015, S. 1399–1402, doi:10.1002/2014Gl062863.
- Christopher H. Scholz: A fault in the 'weak San Andreas' theory. In: Nature. Band 406, 2019, S. 234, doi:10.1038/35018740.

Mit Y. J. Tan und F. Albino:
- Christopher H. Scholz, Y. J. Tan und F. Albino: The mechanism of tidal triggering of earthquakes at mid-ocean ridges. In: Nature Communications. Band 10, 2019, S. 2526, doi:10.1038/S41467-019-10605-2.